# Botiga d'Eulogio
Botiga d'Eulogio és una obra de la Sénia (Montsià) inclosa a l'Inventari del Patrimoni Arquitectònic de Catalunya.

## Descripció
Botiga de roba i habitatge. El més interessant és la botiga. L'edifici s'aixeca entre mitgeres i consta de planta i dos pisos. A la planta hi ha dos aparadors laterals rectangulars de fusta i vidre amb les cantonades arrodonides i al davant dues portes a banda i banda d'una petita vitrina. A la façana entre la planta baixa i el 1r pis hi ha el rètol "Casa Eulogio" i a sobre la tribuna. El segon pis consta d'una petita terrassa. La botiga ocupa part de la planta i el primer pis. Es conserva l'estructura de fusta original que envolta els murs en forma de prestatges entre ambdós pisos hi ha una galeria de fusta en forma de balcó obert a l'interior vorejant el perímetre de l'estança. Els taulells de la botiga són de fusta i van paral·lels als prestatges, a banda i banda.

## Història
Aquest edifici es va fer cap el 1965, però es va imitar l'estructura de les botigues de roba d'aquell moment que ja eren més antigues. Anteriorment el lloc havia estat un corral per tancar el ramat.